# Methanimicrococcus
En taxonomía, Methanimicrococcus es género dentro de Methanosarcinaceae. Los miembros de este género se han encontrado en las aguas residuales farmacéutica, en las que pueden contribuir a la degradación de los contaminantes orgánicos.

## Otras lecturas

### Artículos en revistas científicas
- «Notification that new names and new combinations have appeared in volume 50, part 6, of the IJSEM». Int. J. Syst. Evol. Microbiol. 51 (Pt 2): 267-268. 2001. PMID 11321069. doi:10.1099/00207713-51-2-267.
- Sprenger WW, van Belzen MC, Rosenberg J, Hackstein JH, Keltjens JT (2000). «Methanomicrococcus blatticola gen. nov., sp. nov., a methanol- and methylamine-reducing methanogen from the hindgut of the cockroach Periplaneta americana». Int. J. Syst. Evol. Microbiol. 50: 1989-1999. PMID 11155972. doi:10.1099/00207713-50-6-1989.
- Springer E, Sachs MS, Woese CR, Boone DR (1995). «Partial gene sequences for the A subunit of methyl-coenzyme M reductase (mcrI) as a phylogenetic tool for the family Methanosarcinaceae». Int. J. Syst. Bacteriol. 45 (3): 554-559. PMID 8590683. doi:10.1099/00207713-45-3-554.
- Sowers KR, Johnson JL, Ferry JG (1984). «Phylogenic relationships among the methylotrophic methane-producing bacteria and emendation of the family Methanosarcinaceae». Int. J. Syst. Bacteriol. 34: 444-450. doi:10.1099/00207713-34-4-444.
- Balch WE, Fox GE, Magrum LJ, Woses CR, Wolfe RS (1979). «Methanogens: reevaluation of a unique biological group». Microbiol. Rev. 43 (2): 260-296. PMC 281474. PMID 390357.

### Bases de datos científicos
- PubMed
- PubMed Central
- Google Scholar